# Macrostylis urceolata
Macrostylis urceolata is een pissebed uit de familie Macrostylidae. De wetenschappelijke naam van de soort is voor het eerst geldig gepubliceerd in 1989 door Mezhov.